# Огюст Лоран
Огюст Лоран (фр. Auguste Laurent; 14 листопада 1807, Ла-Фолі — 15 квітня 1853, Париж) — французький хімік-органік.

## Біографія
Огюст Лоран 1830 року закінчив Паризький Гірський інститут з дипломом інженера, після чого в 1830-1831 роках. працював асистентом Ж. Б. Дюма в Центральній школі мистецтв і ремесел в Парижі. 1832 року Лоран перейшов в лабораторію Севрського порцелянового заводу, де, незважаючи на, недолік устаткування для робіт з органічної хімії, провів свої видатні дослідження. 1837 року Лоран отримав ступінь доктора філософії, а наступного року став професором хімії університету в Бордо. Отримавши 1846 року звання члена-кореспондента Академії наук, Лоран знову приїхав до Парижа, де 1846-1847 роках працював в Вищій нормальній школі в Парижі, а 1848 року, не маючи можливості зайняти яку-небудь викладацьку посаду і залишившись без засобів до існування, змушений був влаштуватися пробірером при Монетному дворі. Незважаючи на важке матеріальне становище, Лоран все ж продовжував займатися наукою. Він помер в повній бідності, від сухот, коли йому не виповнилося ще й 46 років.

## Наукова діяльність
Працюючи в лабораторії Дюма, Лоран почав вивчення властивостей продуктів заміщення різних сполук в порівнянні з властивостями вихідних речовин. Однією з перших робіт Лорана стало його класичне дослідження дії хлору і азотної кислоти на нафталін (1835). Він здійснив також хлорування етилену і інших вуглеводнів і дійшов висновку про збереження хімічної будови сполук в реакціях заміщення водню хлором. Згідно з отриманими Лораном даними, не тільки галогени, а й складні групи здатні заміщати водень вуглеводнів. Це положення, яке узгоджується з теорією заміщення Дюма, стало частиною більш загальної "теорії ядер», вперше сформульованої Лораном 1836 року. На його думку, органічні речовини виходять з основних «радикалів» (ядер), що містять атоми вуглецю і водню в простих атомних відношеннях шляхом заміщення водню іншими елементами або атомними групами. Всі похідні радикали одного основного радикалу повинні мати таке ж число атомів, як і основний радикал, і належати до одного і того ж типу (ряду). У своїй «теорії ядер» Лоран вперше висловив думку, що всі органічні сполуки можуть бути зведені до вуглеводнів, і виходячи з цього запропонував систему класифікації органічних речовин, що походять з «типових» вуглеводнів шляхом заміщення або приєднання інших атомів або молекул. Ця «унітарна» система не зустріла співчуття відомих хіміків того часу — Берцеліуса і Лібиха, прихильників ідеї «бінарності», які вважали, що всяка хімічна сполука є комбінацією «електропозитивних» і «електронегативних» компонентів, зате знайшла розуміння у іншого французького хіміка, Шарля Жерара, автора нової «теорії типів». Погляди Лорана і Жерара були настільки близькі, що в історичних нарисах їх імена як творців цієї теорії стоять поруч. Виключно плідна спільна робота двох вчених тривала з 1843 року до самої смерті Лорана. Жерар і Лоран дуже вдало доповнювали один одного; за словами Ш. А. Вюрца, «Лоран був сильний своїм аналітичним генієм і здатністю класифікувати явища, Жерар же найвищою мірою володів генієм узагальнення».
Лорану належить велика кількість інших експериментальних робіт з органічної хімії: він відкрив фталеву кислоту (1836), вивчав окислення жирів азотною кислотою, отримав ізатин окисленням індиго (1841), досліджував антрацен з кам'яновугільної смоли, фенол і його похідні тощо. Ще однією заслугою Лорана було те, що він, як і Жерар, одним з перших прийшов до усвідомлення необхідності чіткого розмежування понять атома, молекули і еквівалента, що сприяло відродженню закону Авогадро. Уже після смерті вченого вийшла у світ праця «Метод хімії» (1854), де викладені його думки про молекули, атоми, будову органічних сполук.